# Ажекур
Ажекур (фр. Hagécourt) насеље је и општина у североисточној Француској у региону Лорена, у департману Вогези која припада префектури Епинал.
По подацима из 2011. године у општини је живело 114 становника, а густина насељености је износила 15,0 становника/km². Општина се простире на површини од 7,6 km². Налази се на средњој надморској висини од 285 метара (максималној 345 m, а минималној 276 m).

## Демографија
| 1962. | 1968. | 1975. | 1982. | 1990. | 1999. | 2011. |
| ----- | ----- | ----- | ----- | ----- | ----- | ----- |
| 114   | 110   | 102   | 114   | 111   | 150   | 114   |

График промене броја становника у току последњих година